# Filmed Before a Live Studio Audience
"Filmed Before a Live Studio Audience" (no Brasil, "Gravado Ao Vivo Com Plateia") é o primeiro episódio da minissérie da televisão estadunidense WandaVision, baseada nos personagens Wanda Maximoff / Feiticeira Escarlate e Visão da Marvel Comics. O episódio segue o casal recém-casado enquanto tentam esconder seus poderes enquanto vivem a vida suburbana ideal na cidade de Westview durante o que parece ser a década de 1950. O episódio se passa no Universo Cinematográfico Marvel (UCM), dando continuidade aos filmes da franquia. Foi escrito pelo criador da série Jac Schaeffer e dirigido por Matt Shakman.
Elizabeth Olsen e Paul Bettany reprisam seus respectivos papéis como Wanda Maximoff e Visião da série de filmes, estrelando ao lado de Debra Jo Rupp, Fred Melamed e Kathryn Hahn. Schaeffer foi contratado em janeiro de 2019 para escrever o episódio e servir como roterista principal da série, com Shakman ingressando naquele mês de agosto. O episódio é uma homenagem a sitcoms dos anos 1950, assim como The Dick Van Dyke Show dos anos 1960. As filmagens do primeiro episódio ocorreram ao longo de dois dias no início de novembro de 2019, ocorrendo no Pinewood Atlanta Studios na frente de uma plateia ao vivo no estúdio. O episódio foi filmado em preto e branco e incluiu muitos efeitos especiais práticos e piadas.
O primeiro episódio foi lançado na Disney+ em 15 de janeiro de 2021. Os críticos elogiaram a recriação fiel de elementos de sitcons da época e as performances de Olsen, Bettany e Hahn.

## Enredo
O casal recém-casado Wanda e Visião se mudam para a cidade de Westview durante o que parece ser a década de 1950. Eles tentam se misturar, apesar de Visão ser um androide e Wanda ter habilidades telecinéticas. Um dia eles notam um coração desenhado em um calendário, mas nenhum deles consegue se lembrar qual é a ocasião. Enquanto Visão vai trabalhar na Computational Services Inc., Wanda entende que o coração representa seu aniversário de casamento. A vizinha Agnes se apresenta a Wanda e a ajuda a se preparar para o aniversário. No trabalho, Visão surpreende seus colegas de trabalho com sua velocidade, mas não tem certeza do que sua empresa realmente faz. Seu chefe, o Sr. Hart, o lembra que Wanda e Visão estão recebendo o Sr. Hart e sua esposa para jantar naquela noite, que é o que o coração no calendário representa.
Naquela noite, Wanda e Visão lutam para esconder suas habilidades enquanto fazem um jantar de última hora para os Harts. Com a ajuda de Agnes, Wanda consegue juntar algo enquanto Visão distrai o Sr. e a Sra. Hart com música. Enquanto eles se sentam para comer, os Harts perguntam a Wanda e Visão sua história, mas quando eles não conseguem explicar de onde eles vieram, o Sr. Hart fica furioso e começa a engasgar com sua comida. Nesse ponto, o formato de sitcom diminui brevemente e Visão remove a comida da garganta do Sr. Hart. As coisas voltaram ao "normal" e os Harts agradecem a Wanda e a Visão pelo jantar. Enquanto o casal reafirma seu amor, os eventos são revelados como ocorrendo na sitcom fictícia WandaVision, sendo assistidos por alguém em uma televisão antiquada em meio a equipamentos de computação do século XXI.
Um comercial durante o programa WandaVision anuncia uma torradeira da Stark Industries Toast Mate 2000.

## Produção

### Desenvolvimento
Em janeiro de 2019, Jac Schaeffer foi contratado como roterista principal de WandaVision, escrevendo o primeiro episódio e sendo produtor executivo da série. Em agosto, Matt Shakman foi contratado para dirigir e servir como produtor executivo da minissérie. O presidente da Marvel Studios, Kevin Feige, junto com Louis D'Esposito e Victoria Alonso da Marvel Studios, também atuam como produtores executivos.

### Roteiro
A série presta homenagem a muitas sitcons anteriores, enquanto "também tenta abrir um novo território", e presta homenagem a muitas épocas e gêneros da televisão americana ao longo dos anos. Schaeffer considerou a era dos anos 1950 uma das mais desafiadoras de escrever por causa do diálogo "padrão-padrão" da época e de encontrar o ritmo dele. A estrela Elizabeth Olsen chamou o primeiro episódio de "uma grande canção de amor para The Dick Van Dyke Show". Schaeffer, Shakman e Feige falaram com Dick Van Dyke, a estrela do sitcom homônima dos anos 1960, para saber como essa série poderia "ser muito ampla com piadas bobas de comédia física, mas nunca parece falsa". Van Dyke disse a eles que seu show foi guiado pelo que poderia ou não acontecer na vida real. Homenagens a I Love Lucy também são apresentadas no episódio. O episódio apresenta um comercial falso que Feige disse que mostraria "parte das verdades da série começando a vazar". Para o primeiro episódio, o comercial anuncia uma torradeira da Stark Industries Toast Mate 2000 com o slogan "Esqueça o passado, este é o seu futuro!". Abraham Riesman, da Vulture, observou que torradeira é um "insulto comum" para robôs de ficção científica, e apontou a luz da torradeira piscando em cores, em comparação com o resto do comercial sendo monocromática, com seus pisca "um pouco longos demais para sentir confortável".Brenton Stewart, da Comic Book Resources, acrescentou que a luz piscante em cores tinha "um ar particular de ameaça" e observou que o comercial tinha uma "sensação perturbadora de uma bomba prestes a explodir". Stewart apontou a natureza sexista do comercial também e como o slogan parecia estar aludindo à "situação atual" de Wanda.

### Elenco
O episódio é estrelado por Olsen como Wanda Maximoff, Paul Bettany como Visão, Debra Jo Rupp como Sra. Hart, Fred Melamed como Sr. Hart e Kathryn Hahn como Agnes. Também aparecendo como residentes de Westview estão Asif Ali como Norm, David Lengel como Phil Jones e Amos Glick como Dennis. Ithamar Enriquez e Victoria Blade aparecem como o homem e a mulher comerciais.

### Filmagem e pós-produção
As filmagens começaram no início de novembro de 2019, no Pinewood Atlanta Studios em Atlanta, Geórgia, com a direção de Shakman, e Jess Hall servindo como diretor de fotografia. O episódio utilizou uma configuração de multicâmera e foi filmado durante dois dias em preto e branco, e teve uma audiência ao vivo do estúdio presente para imitar a filmagem de sitcom. Uma proporção de aspecto de é usada para as cenas em preto e branco. Um grupo diversificado de amigos e familiares do Marvel Studios serviram como membros da audiência, e a co-produtora executiva Mary Livanos sentiu que produziu uma reação "realmente ótima e genuína", particularmente em certas partes do episódio que "excedeu nossas expectativas". Hall testou lentes de câmera da década de 1950 para encontrar as características que ele gostava, para então modificar lentes modernas, enquanto também usava luzes de tungstênio que eram comuns naquela época. A equipe de efeitos especiais criou cabos de aço, junto com truques de câmera, para fazer os adereços se moverem pela magia de Maximoff, como foi feito em séries como A Feiticeira e Jeannie é um Gênio.A equipe também estava vestida com roupas adequadas ao período durante as filmagens. Ao filmar cenas em preto e branco, Bettany foi pintado de azul, em vez da cor marrom de Visão, uma vez que o azul parecia melhor no imagem em tons de cinza. Olsen e Bettany acharam a experiência da estreia surreal e única.
Todo o episódio foi filmado na frente do público do estúdio, com filmagens adicionais ocorrendo depois para momentos em que algo deu errado com a ilusão de Maximoff. Durante esses momentos, Shakman fez "muito trabalho com lentes e iluminação para mudar o clima e mudar o campo". Ele acrescentou que esses momentos movem a série "para um território Twilight Zone", dizendo "é muito dramático quando você está mudando de uma sitcom com várias câmeras, que está sendo feito [...] para quando você entra e tudo de um de repente, você está no tipo de experiência emocional das pessoas que tem um impacto dramático sobre ". O design de som também teve um papel importante nesses momentos.
Cortes de filme e efeitos de retrocesso foram empregados para acompanhar os efeitos práticos da foto. A supervisora de efeitos visuais Tara DeMarco acrescentou que os efeitos visuais contemporâneos foram usados "para ajudar a remover os fios e suavizar os cortes" e, ocasionalmente, quando uma mordaça de fio não foi filmada, como a cozinha no episódio, que apresentou uma mistura de mordaças de fio e CGI para ajudar a "preencher a cena". Os efeitos visuais para o episódio foram criados por Monstros, Aliens, Robôs, Zumbis, Framestore, Percepção, RISE, The Yard VFX e Luma.

### Música
A música tema do episódio composto por Robert Lopez e Kristen Anderson-Lopez foi criada para "evocar o amanhecer da televisão". O casal incluía "um grupo otimista de vozes cantando jazzisticamente" sobre o amor entre Maximoff e Visão, e ficou emocionado ao poder incluir "palavras como 'gal' e 'marido'" e "uma grande queda musical no meio do peça". "Yakety Yak" dos The Coasters é apresentado no episódio. A trilha sonora do episódio foi lançada digitalmente pela Marvel Music e Hollywood Records em 22 de janeiro de 2021, apresentando a trilha do compositor Christophe Beck. A primeira faixa é a música tema de Anderson-Lopez e Lopez.
| N.º            | Título | Duração |  |
| 1.             | "A Newlywed Couple" (featuring Kristen Anderson-Lopez, Sara Mann, Jessica Rotter, Cindy Bourquin, Elyse Willis, Laura Dickinson, Robert Lopez, Eric Bradley, Greg Whipple, Jasper Randall & Gerald White) | 0:54    |  |
| 2.             | "Toast-Mate 2000" | 0:53    |  |
| 3.             | "Dinner Is Served" | 0:25    |  |
| 4.             | "Calendar Confusion" | 1:04    |  |
| 5.             | "Frog in My Throat" | 1:48    |  |
| 6.             | "Thank You for Coming" | 0:44    |  |
| 7.             | "Parcheesi" | 1:03    |  |
| 8.             | "Rings" | 0:36    |  |
| 9.             | "Wanda's Theme (End Credits from WandaVision)" | 1:47    |  |
| Duração total: | Duração total: | 9:14    |  |

## Divulgação
No início de dezembro de 2020, seis pôsteres para a série foram lançados diariamente, cada um representando uma década dos anos 1950 até os anos 2000. Charles Pulliam-Moore, de io9, observou que o pôster dos anos 1950 "era modesto o suficiente à primeira vista", retratando "uma configuração de entretenimento modesta na sala de estar" da década", mas o papel de parede descascando para revelar uma realidade estática à espreita logo abaixo da superfície estava transmitindo que conforme o WandaVision progride, as coisas vão ficar ainda mais estranhas do que parecem." Gregory Lawrence do Collider disse que o pôster pede aos fãs" explicitamente para descascar qualquer coisa que "pareça familiar, e o papel de parede descascado revelado "um vislumbre de ... algo. Algo selvagem, algo celestial, algo que implica um destino que não está 'divertindo um ao outro na TV'." Ele acrescentou o pôster "de maneira tão inteligente, sutilmente compreenda a atração inerente da premissa incomum" da série.

## Lançamento
"Gravado Ao Vivo Com Plateia" foi lançado no Disney+ em 15 de janeiro de 2021.

## Recepção da crítica
O site agregador de críticas Rotten Tomatoes relatou um índice de aprovação de 100% com uma pontuação média de 7.32/10 com base em 11 resenhas.
Roxana Hadadi do RogerEbert.com sentiu que Olsen e Bettany tinham "excelente química" e "a dupla faz tudo o que pode para elevar um enredo bastante reconhecível sobre um jantar que deu errado" no episódio. Sam Barsanti do The A.V. Club chamou os dois primeiros episódios de "um deleite absoluto, com velhas piadas de comédia que de alguma forma matam" e "uma maneira nova e bem estranha de se divertir com esses personagens", enquanto seu colega Stephen Robinson deu aos episódios uma "A–", sentindo que Schaeffer "oferece uma ótima sitcom". Em sua recapitulação para o primeiro e segundo episódios, Christian Holub da Entertainment Weekly elogiou o desempenho de Hahn, com seu colega Chanceler Agard também elogiando Olsen e Bettany, afirmando "algumas vezes eu esqueci que o mundo da TV era falso por causa de como ambos os artistas eram". Analisando os dois primeiros episódios Don Kaye da Den of Geek, deu a eles 4 de 5 estrelas, dizendo que tudo no primeiro episódio "é uma homenagem amorosa aos tipos de comédias familiares conservadoras, de classe média, 'saudáveis' que começaram a proliferar na TV em meados da década de 1950".
Matt Purslow da IGN deu aos dois primeiros episódios uma nota 7 de 10, sentindo o fato de que muitos elementos no episódio, apesar de precisar fazer "muito trabalho pesado", funcionaram "tanto no universo in-show quanto nos meta níveis. uma façanha de escrever". Purslow também gostou da música tema do episódio, o cartão de título "autoconsciente" e o fato de S.W.O.R.D. parecia estar fazendo sua introdução adequada no UCM. Escrevendo para a Vulture, Abraham Riesman deu ao episódio 3 de 5 estrelas, dizendo que foi "bom ver uma coisa MCU onde as pessoas têm permissão para atuar. Mas, no final das contas, o que resta saber é se há algum entusiasmo temático, ou se é vai ser apenas uma confusão vazia de tropos e presságios bem executados." Ele desejava que mais da premissa do programa tivesse sido mantida em segredo da campanha de marketing, uma vez que "o depósito abrupto do público em um gênero e formato completamente antitético aos que conheciam antes teria sido um choque muito necessário para o sistema por um visualizador acostumado aos tropos do UCM".